# Головащук Кирило Єрофійович
Головащук Кирило Єрофійович (20 (8) червня 1896 року, ймовірно — Соболівка, Сквирський повіт, Київська губернія (тепер — Брусилівська селищна громада, Житомирський район, Житомирська область) — 29 (16) або 30 (17) січня 1918, станція Крути, Московсько-Київсько-Воронезька залізниця, УНР) — учасник бою під Крутами, лікарський помічник Українського генерального військового шпиталю.
У 1912—1916 роках навчався у Київській земській фельдшерсько-акушерській школі (нині — Перший Київський медичний коледж). Під час навчання отримував стипендію Сквирського повітового земства.
Восени 1917 року став студентом Українського народного університету у Києві та членом Всеукраїнської фельдшерсько-акушерської спілки.
Станом на початок 1918 року працював лікарським помічником в Українському генеральному військовому шпиталі (нині це — Головний військовий клінічний госпіталь). Виїхав на протибільшовицький фронт та у бою під Крутами потрапив у полон.
Був розстріляний більшовиками 29 або 30 (16 або 17) січня 1918 року. Перепохований на Аскольдовій могилі у Києві 19 березня 1918 року.